# ديف فيرغسون (لاعب كرة قدم أسترالية)
ديف فيرغسون (بالإنجليزية: Dave Ferguson)‏ هو لاعب كرة قدم أسترالية أسترالي، ولد في 21 مارس 1875 في Linton, Victoria ‏ في أستراليا، وتوفي في 10 يونيو 1920 في Daylesford, Victoria ‏ في أستراليا.

## وصلات خارجية
- ديف فيرغسون (لاعب كرة قدم أسترالية) على موقع AustralianFootball.com (الإنجليزية)
- ديف فيرغسون (لاعب كرة قدم أسترالية) على موقع AFLtables.com (الإنجليزية)